# Alysdacnusa breviventris
Alysdacnusa breviventris är en stekelart som beskrevs av Vladimir Ivanovich Tobias och Perepechayenko 1995. Alysdacnusa breviventris ingår i släktet Alysdacnusa och familjen bracksteklar. Inga underarter finns listade i Catalogue of Life.